# Helene Rådberg
Helene Rådberg, född 4 januari 1950 i Sandviken, är en svensk samtida poet. Hon är nu bosatt i Stockholm och verkar även som folkhögskolelärare i skapande svenska. Rådberg har gett ut fem diktsamlingar. Hennes diktning präglas av självbiografiska inslag, där hennes bakgrund inom äldrevården, som fritidspedagog och som sjukskriven är framträdande moment. Tematiken är samhällskritiskt feministisk och klassanalytisk. Rådberg har vunnit ett tydligt erkännande för sin poesi som progressiv. 
1995 skrev hon texten till körverket "Vit väntande juninatt", i samarbete med den norska kompositören och sångerskan, Eli Helland.  
2008 skrev hon i samarbete med den norske tonsättaren, Henrik Ödegaard, text till oratoriet Sancta Birgitta som uruppfördes i Nidarosdomen i Trondheim. 

## Priser och utmärkelser
- 2013 – Stig Sjödinpriset (tillsammans med Anna Jörgensdotter och Carolina Thorell)[1]
- 2016 – Jan Fridegård-priset[2]
- 2018 – Gustaf Fröding-sällskapets lyrikpris[3]
- 2018 – Samfundet De Nios Julpris
- 2021 – Gefle Dagblads kulturpris[4]
- 2024 - Ivar Lo-priset[5]